# Wartislaw VI av Pommern
Wartislaw VI av Pommern, död 1394, var regerande hertig av Pommern–Wolgast mellan 1368 och 1393. 